# Verbandsgemeinde Grünstadt-Land
La comunità amministrativa di Grünstadt-Land (Verbandsgemeinde Grünstadt-Land) era una comunità amministrativa della Renania-Palatinato, in Germania.
Faceva parte del circondario di Bad Dürkheim.
A partire dal 1º gennaio 2018 è stata unita alla comunità amministrativa di Hettenleidelheim per costituire la nuova comunità amministrativa Leiningerland.

## Suddivisione
Comprendeva 16 comuni:
1. Battenberg (Pfalz)
2. Bissersheim
3. Bockenheim an der Weinstraße
4. Dirmstein
5. Ebertsheim
6. Gerolsheim
7. Großkarlbach
8. Kindenheim
9. Kirchheim an der Weinstraße
10. Kleinkarlbach
11. Laumersheim
12. Mertesheim
13. Neuleiningen
14. Obersülzen
15. Obrigheim (Pfalz)
16. Quirnheim

Il capoluogo era Grünstadt, esterna al territorio della comunità amministrativa.